# New England Patriots
Die New England Patriots (englisch für „Neuengland-Patrioten“), häufig Pats genannt, sind eine American-Football-Mannschaft der amerikanischen Profiliga National Football League (NFL) aus Foxborough, Massachusetts nahe Boston. Sie gehören gemeinsam mit den New York Jets, den Miami Dolphins und den Buffalo Bills der AFC East innerhalb der American Football Conference (AFC) an. Von der Gründung 1959 beziehungsweise der ersten Saison 1960 bis zum Umzug in das Foxboro Stadium 1970 hießen sie Boston Patriots. Der Besitzer des Teams ist Robert Kraft, dem auch das Gillette Stadium, das aktuelle Stadion der Mannschaft, gehört.
Die Patriots spielten ursprünglich in der American Football League (AFL) und ab 1970 nach deren Zusammenschluss mit der NFL in der Eastern Division der AFC. Vor ihrem ersten Auftritt in einem Super Bowl erreichten sie erst viermal die Play-offs. Nachdem sie ihre ersten beiden Super Bowls – 1985 und 1996 – verloren hatten, waren sie in den Saisons 2001, 2003, 2004, 2014, 2016 und 2018 erfolgreich.

## Geschichte

### 1960–1971 – Gründung und frühe Jahre

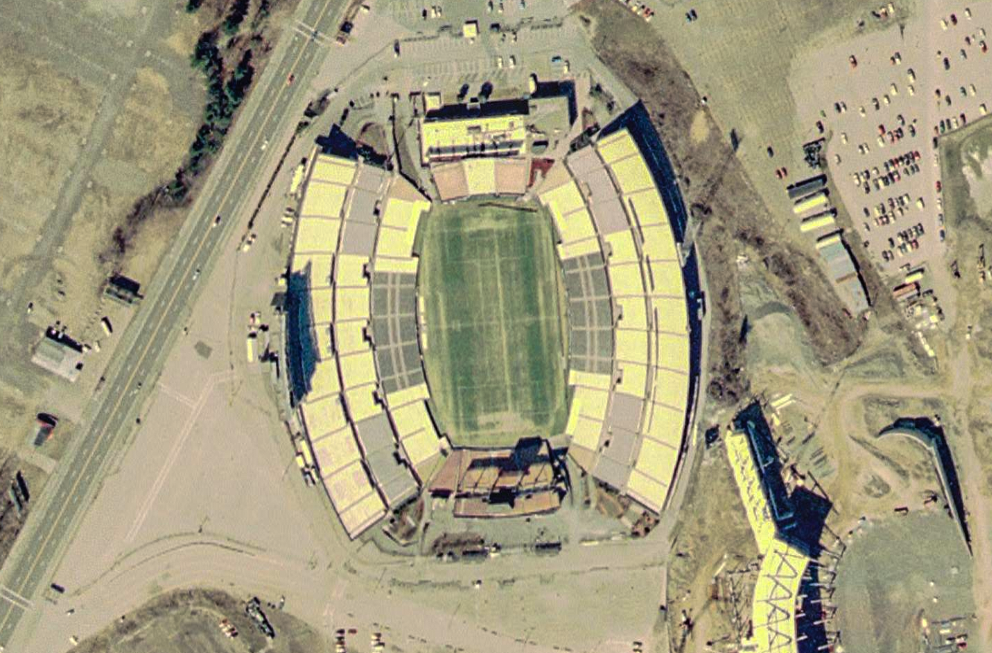
Luftaufnahme des Schaefer Stadium

Nachdem sich der amerikanische Unternehmer Billy Sullivan um eine Lizenz für ein Team in der American Football League (AFL) beworben hatte, bekam er die achte und letzte Lizenz am 16. November 1959 zugesprochen. Sullivan gründete das Team in seiner Heimatstadt Boston und schrieb dort einen Wettbewerb zur Namensfindung aus, wonach das neue Franchise als Boston Patriots bekannt wurde. Kurz darauf veröffentlichte Phil Bissel ein Logo für die Mannschaft, den „Pat Patriot“. Die Patriots litten anfangs darunter, kein eigenes Stadion zu haben, und wechselten in zehn Jahren insgesamt viermal den Spielort. Am 9. September 1960 fand das erste Spiel der Boston Patriots in der AFL gegen die Denver Broncos statt. Nach zwei Lehrjahren 1961 und 1962 erreichten sie 1963 das AFL Championship Game, das sie aber mit 51:10 gegen die San Diego Chargers verloren. Dennoch konnten sie in diesem Jahr insgesamt elf Spieler, darunter Gino Cappelletti, Nick Buoniconti und Babe Parilli, zum AFL-All-Star-Game entsenden. Im Jahr 1967 lief der Fullback Jim Nance mit 1.458 Yards einen damaligen Ligarekord. Ein Jahr später erreichte er 1.216 Yards und wurde Most Valuable Player der AFL.
1970 wechselten die Patriots in die National Football League (NFL), zu der sich die AFL und die konkurrierende NFL zusammengeschlossen hatten. Trotz der Verpflichtung von Quarterback Joe Kapp, der die Minnesota Vikings in den Super Bowl IV geführt hatte, erzielten die Patriots nur eine schlechte 2-14-Siegesbilanz. Nachdem die Patriots elf Jahre zwischen diversen Stadien gewechselt hatten, zogen sie aus Boston ins etwa 35 Kilometer entfernte Foxborough (auch bekannt als Foxboro) und spielten fortan im Schaefer Stadium, das für 7,1 Millionen US-Dollar in 325 Tagen errichtet worden war. Es gehörte zu den ersten US-Stadien, die nach einem Sponsor benannt wurden, nachdem die F. & M. Schaefer Brewing Company 150.000 US-Dollar für die Namensrechte gezahlt hatte; zudem war Foxborough eine der ersten Städte, die zusätzliche Steuern auf jedes verkaufte Ticket erhoben. Da das Team nun nicht mehr in Boston ansässig war, entschied man sich für einen Namenswechsel. Der Name Bay State Patriots wurde vom Vorstand der Patriots genehmigt, jedoch nie von den anderen Franchisebesitzern angenommen. Der neue Name wurde jedoch zumeist spöttisch aufgenommen, weshalb General Manager Upton Bell Sullivan darum bat, den Namen in New England Patriots zu ändern. Im März 1971 wurde die Mannschaft offiziell in New England Patriots umbenannt. Beim NFL Draft 1971 wählten die Patriots u. a. Quarterback Jim Plunkett aus der Stanford University sowie seinen bevorzugten Wide Receiver aus Stanford, Randy Vataha.

### 1972–1979 – Fairbanks-Ära
Nach dem Stadionwechsel verschlissen die Patriots drei Head Coaches in den ersten vier Jahren, drafteten aber 1973 den Offensive Guard John Hannah, der ein wichtiger Pfeiler des Angriffspiels und später als erster Spieler der Patriots in die Pro Football Hall of Fame aufgenommen wurde. Weitere Verstärkung erfuhr die Offense mit Wide Receiver Darryl Stingley. 1973 nahm das Team Chuck Fairbanks unter Vertrag, der zuvor als Cheftrainer an der University of Oklahoma erfolgreich gewesen war. Auf Anhieb führte er die Patriots zu einer ausgeglichenen Bilanz von 7-7 Siegen. Aufgrund einer Verletzung von Quarterback Plunkett konnten die Patriots diese Leistung im Jahr 1975 jedoch nicht erreichen und verloren elf Spiele bei nur drei Siegen. Nach der Saison wurde Plunkett an die San Francisco 49ers für künftige Draftpicks verkauft, die u. a. für die Defensive Backs Mike Haynes und Tim Fox verwendet wurden. Plunkett wurde durch den bisherigen Ersatz-Quarterback Steve Grogan ersetzt. Die Patriots beendeten die Saison mit elf Siegen bei drei Niederlagen und qualifizierten sich das erste Mal seit 13 Jahren wieder für die Postseason. Gegen die Oakland Raiders verloren sie aber in einem umstrittenen Spiel mit 21:24, nachdem beim Stand von 21:17 für die Patriots der Schiedsrichter Ben Dreith durch eine Fehlentscheidung den Raiders einen Touchdown ermöglichte und damit zum Endergebnis führte. Aufgrund der Kontroverse um diese Entscheidung verbot die NFL Ben Dreith, jemals wieder bei einem Spiel der Patriots als Schiedsrichter zu fungieren. In der folgenden Saison verfehlten die Patriots mit neun Siegen und fünf Niederlagen das Erreichen der Play-offs.
In der Preseason 1978 erlebten die Patriots einen schweren Schock. In einem Vorbereitungsspiel gegen die Raiders erlitt Darryl Stingley eine Querschnittlähmung, hervorgerufen durch einen (damals legalen, heute illegalen) Tackle von Raiders-Spieler Jack Tatum, der den bereits getackelten Stingley mit der Schulter erwischte. Trotz dieses schwerwiegenden Verlusts schafften es die Patriots mit elf Siegen und fünf Niederlagen das erste Mal seit der Fusion der AFL und NFL, Sieger ihrer Division zu werden. Nur wenige Stunden vor dem letzten Spiel der Saison gab Chuck Fairbanks überraschend bekannt, dass er Cheftrainer an der University of Colorado werden würde. Sofort wurde er vom Besitzer Billy Sullivan entlassen und durch Ron Erhardt ersetzt, der maßgeblich für die heutige Strategie und Taktik der Patriots verantwortlich ist. Die Patriots verloren jedoch das erste Play-off-Spiel gegen die Houston Oilers und damit auch das erste Play-off-Spiel im Schaefer Stadion.

### 1980–1989 – Erste Super-Bowl-Teilnahme
In den folgenden beiden Jahren verpassten die Patriots trotz des neuen Wide Receivers Stanley Morgan, der mehrfach in den Pro Bowl gewählt wurde, mit 9-7 bzw. 10-6 Siegen die Play-offs. In der Saison 1981 kam ein Einbruch mit nur zwei Siegen bei 14 Niederlagen. Außerdem kam es 1981 bei einem Monday-Night-Footballspiel zu schweren Ausschreitungen, was zu zahlreichen Festnahmen führte. Aufgrund dieses Vorfalls verboten die NFL und die Stadt Foxborough den Patriots bis auf weiteres die Austragung von Monday-Night-Spielen. Nach dieser Saison wurde Erhardt entlassen und der ehemalige Cheftrainer der Southern Methodist University, Ron Meyer, übernahm die Mannschaft. 1982 lief der Vertrag mit der Schaefer Brewing Company aus, womit die Brauerei die Namensrechte verlor. Das Stadion wurde deshalb in Sullivan Stadium umbenannt. In der durch Streiks verkürzten Saison gewannen die Patriots 5-4 Spiele, u. a. das Snowplow-Spiel, ein 3:0-Sieg gegen die Miami Dolphins, in dem vor einem Field-Goal-Versuch der Patriots im letzten Viertel der auf dem Spielfeld vorhandene Schnee buchstäblich mit einem Schneepflug geräumt wurde. John Smith erzielte anschließend mit einem 33-Yard-Kick die drei einzigen Punkte des Spiels. Die Dolphins nahmen sportliche Rache, indem sie die Patriots in der ersten Play-off-Runde mit 28:13 besiegten.
Beim Draft der folgenden Saison 1983 wählten die Patriots u. a. Quarterback Tony Eason. 1983 spielte Eason nur wenig, jedoch wurde er 1984 zum ersten Quarterback des Teams. In seiner ersten Saison verpassten die Patriots die Play-offs mit acht Siegen und genauso vielen Niederlagen. Im NFL-Draft 1984 verpflichteten sie u. a. den Wide Receiver Irving Fryar von der University of Nebraska. Trotz Eason als Quarterback und Fryar als neue Anspielstation startete das Team schlecht, so dass Head Coach Ron Meyer durch Raymond Berry ersetzt wurde. Die Mannschaft verpasste die Play-offs mit einer Bilanz von neun Siegen und sieben Niederlagen.
Nach einem vergleichsweise schlechten Start in die Saison 1985 wechselte Berry seinen Quarterback Eason gegen Ersatzmann Steve Grogan aus, jedoch kam Eason aufgrund einer schweren Verletzung Grogans im weiteren Verlauf der Saison wieder in die Startaufstellung. Die Patriots erreichten am Ende 11-5 Siege, was ihnen einen Wild-Card-Platz sicherte. In den Play-offs gewannen sie nach 22 Jahren zum ersten Mal ein Spiel. Sie besiegten in der Wild-Card-Runde zunächst die New York Jets mit 26:14 und in der darauffolgenden die Los Angeles Raiders mit 27:20. Im AFC Championship Game gewannen sie schließlich gegen die Miami Dolphins mit 31:14 Punkten und qualifizierten sich damit für den Super Bowl XX gegen die Chicago Bears. Gegen die favorisierten Bears verloren die Patriots frühzeitig ihren Tight End Lin Dawson durch einen Beinbruch. Sie konnten im ersten Viertel nach einem Fumble von Walter Payton zunächst mit 3:0 in Führung gehen, wurden aber im Laufe des Spiels dermaßen dominiert, dass am Ende die Bears mit 46:10 den bis dato höchsten Super-Bowl-Sieg der NFL-Historie erreichten. Nach der Saison beendete New Englands langjähriger Hall-of-Fame-Guard John Hannah seine Karriere.
Im Folgejahr 1986 holten die Patriots 11-5 Siege, wodurch sie sich für die Play-offs qualifizierten. Das Spiel gegen die Denver Broncos wurde mit 17:22 verloren. Dies war für lange Zeit die letzte Play-off-Teilnahme der Patriots, die in den nächsten acht Jahren die Postseason verpassen würden. Ein Grund war der Spielerstreik in der Saison 1987, in dem manche Spieler der Patriots die Streikposten durchbrachen und so Unruhe im Kader auslösten; hierzu gehörte u. a. der neue Quarterback Doug Flutie. Ein weiteres Hindernis war eine Verletzungswelle, die das Team dezimierte, so dass die Play-offs mit nur 9-7 Siegen verpasst wurden. Die wohl wichtigsten Gründe waren millionenschwere Fehlinvestitionen seitens Sullivans. Aus diesem Grund verkauften sie das Team nach der Saison für 84 Millionen US-Dollar an Victor Kiam, den früheren Präsidenten und Vorstandsvorsitzenden der Firma Remington. Obwohl die Patriots 1988 eine vergleichsweise gute Saison spielten, erreichten sie erneut nicht die Play-offs. In der folgenden Saison erreichte die Mannschaft lediglich fünf Siege, nachdem sich ihre drei wichtigsten Abwehrspieler, Andre Tippett, Garin Veris und Ronnie Lippett, bereits vor Saisonbeginn schwer verletzt hatten.

### 1990–1999 – Kraft und Parcells
In den nächsten Jahren prägten mehrere Besitzerwechsel die Geschichte der Mannschaft. Nach dem Verkauf von Sullivan an Kiam veräußerte dieser das Team 1992 an James Orthwein, der das Logo und die Farben der Trikots und der Hosen ändern ließ. Sportlich lief es schlecht, unter Head Coach Rod Rust wurde mit 1-15 Siegen das schlechteste Ergebnis in der Geschichte des Teams erreicht. Den Tiefpunkt markierte eine Anklage wegen sexueller Belästigung gegen einige Patriots-Spieler, die die Reporterin Lisa Olson mit anzüglichen Bemerkungen diskriminiert hatten, so dass die Patriots mit einer Teamstrafe von 50.000 US-Dollar und diverse Spieler mit insgesamt 22.500 US-Dollar Bußgeld belegt wurden. Nach Rusts Entlassung wurde der aus Neuengland stammende Dick MacPherson neuer Cheftrainer. Zusätzlich wurde Sam Jankovich Vorsitzender, der vorher an der University of Miami als Trainer tätig gewesen war. 1991 und 1992 erreichten die Patriots mit dem neuen Quarterback Hugh Millen 6-10 bzw. 2-14 Siege. MacPherson und Jankovich verließen daraufhin das Team. James Orthwein plante nach dem Kauf der Mannschaft deren Transfer in seine Heimatstadt St. Louis und ließ das Design der Trikots ändern.
1993 landeten die Patriots einen Coup, indem sie den zweimaligen Super-Bowl-Gewinner Bill Parcells als Head Coach verpflichten konnten. Im Draft verpflichteten sie Quarterback Drew Bledsoe von der Washington State University, der sich als neuer Starting-Quarterback etablierte. Zwar holten die Patriots nur 5:11 Siege, verloren aber viele Spiele nur knapp und waren u. a. in vier der letzten fünf Matches siegreich. Trotzdem wollte Besitzer James Orthwein das Team nach St. Louis verlegen und bot Robert Kraft, der 1988 das Foxboro Stadium für 25 Millionen US-Dollar aufgekauft hatte, 75 Millionen US-Dollar dafür, dass er den verbindlichen Pachtvertrag vorzeitig auslaufen ließ und so den Patriots die Möglichkeit bot, den Standort zu wechseln. Dieser lehnte ab, worauf Orthwein die Patriots zum Verkauf anbot. Robert Kraft kaufte das Team für 172 Millionen US-Dollar und setzte sich damit gegen die Investmentgruppe durch, in der unter anderem Walter Payton und Paul Newman saßen.
Am 26. Februar 1994, dem ersten Tag, an dem die Patriots Kraft gehörten, wurden 5.958 Eintrittskarten verkauft, mehr als sechsmal so viele wie am bisher erfolgreichsten Tag. Darüber hinaus sind, seitdem Kraft das Team erworben hat, alle Spiele ausverkauft; dies gilt auch für die Preseasonspiele. Trotzdem startete die Saison 1994 schlecht, da die Patriots sechs ihrer ersten neun Spiele verloren. Quarterback Bledsoe führte New England aber zu sieben aufeinanderfolgenden Siegen, so dass sie zum ersten Mal seit acht Jahren die Play-offs erreichten. Hierbei verloren die Patriots jedoch mit 20:13 gegen die Cleveland Browns. Beim Draft 1995 wählte das Team mit Ty Law einen künftigen Pro-Bowl-Cornerback sowie Runningback Curtis Martin, ein künftiges Mitglied der Pro Football Hall of Fame. Da sich aber Bledsoe verletzte, schlossen die Patriots die Saison mit nur 6-10 Siegen ab. In diesem Jahr waren die Patriots das erste Mal seit 1981 wieder Ausrichter eines Monday-Night-Footballspiels. Die Patriots gewannen das Spiel mit 27:14 gegen die Buffalo Bills, und Kraft dankte den Fans kurz darauf auf einer ganzen Seite im Boston Globe für ihr vorbildliches Verhalten. In der darauf folgenden Saison 1996 drafteten u. a. Wide Receiver Terry Glenn, Safety Lawyer Milloy sowie Linebacker Tedy Bruschi drei künftige Pro-Bowl-Spieler. Mit einer stark verbesserten Defense schlossen die Patriots die Saison mit 11:5 Siegen ab, was ihnen Zugang zu den Play-offs gewährte. Sie gewannen das erste Spiel gegen die Pittsburgh Steelers mit 25 Punkten Vorsprung und anschließend auch das AFC Championship Game gegen die Jacksonville Jaguars. Der Super Bowl XXXI gegen die favorisierten Green Bay Packers ging trotz eines lange ausgeglichenen Spiels mit 21:35 verloren.
Vor der Saison 1997 verließ Parcells die Patriots und heuerte im Austausch für zusätzliche Draftpicks bei den New York Jets an. Sein Nachfolger wurde Pete Carroll, der das Team mit einer 10-6-Bilanz als Divisionssieger in die Play-offs führte. Nach einem Sieg gegen die Miami Dolphins verloren die Patriots mit 6:7 gegen die Pittsburgh Steelers. Bis zum letzten Viertel lagen die Patriots vorne, ein Fumble, der von dem später bei den Patriots spielenden Mike Vrabel aufgehoben und in einen Touchdown verwandelt wurde, brachte den Steelers jedoch den Sieg. In der Saison 1998 warb Ex-Coach Parcells u. a. Curtis Martin zu den Jets ab, die Patriots gewannen aber im Gegenzug ein Runningback-Talent namens Robert Edwards. Die Patriots mussten die Verletzungen von Quarterback Bledsoe und Wide Receiver Glenn kompensieren und holten mit Reserve-Quarterback Scott Zolak 9:7 Siege. Die dezimierten Patriots verloren aber gleich das erste Play-off-Spiel gegen die Jacksonville Jaguars mit 10:25. Im Rahmen des Pro-Bowl-Spiels erlitt der neue Runningback Edwards eine schwere Knieverletzung, die so verheerend war, dass ihm sogar die Amputation des Unterschenkels drohte. Ohne ihren besten Runningback verlief die Saison 1999 schlecht für das Team. Nach acht Spielen konnten sie zwar sechs Siege vorweisen, sie beendeten die Saison jedoch mit acht Siegen und acht Niederlagen. Head Coach Pete Carroll wurde daraufhin entlassen.

### 2000–2004 – Die ersten drei Super-Bowl-Siege

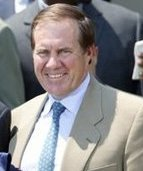
Trainer Bill Belichick (2004)

Nachdem Carroll entlassen worden war, stellten die Patriots als neuen Head Coach Bill Belichick ein. Belichick installierte sowohl in der Offense als auch in der Defense jeweils seine eigene Spielphilosophie: In der Offense entwickelte er die Erhardt-Perkins-Taktik weiter, die in den 1970ern von den Patriots unter Chuck Fairbanks eingeführt worden war, und betonte in seiner Version ein kurzes, schnelles Passspiel. In der Defense setzte er auf die sog. Fairbanks-Bullough Defense mit 3 Linemen und 4 Linebackern, die flexible Abwehrspieler belohnt. Zudem drillte er seinen Spielern eine perfektionistische Einstellung, eine akribische Vorbereitung und eine hohe Vielseitigkeit ein. Trotz vieler positiver Veränderungen konnten die Patriots 2000 nur fünf Siege bei elf Niederlagen vorweisen. Die Patriots hatten in diesem Jahr vier statt der normalen drei Quarterbacks im Kader, da Belichick den an Position 199 gedrafteten Tom Brady als vierten Quarterback aufbaute.
Die Saison 2001 startete schlecht, als der damalige Trainer der Quarterbacks an einem Kreislaufstillstand verstarb und Quarterback Drew Bledsoe im zweiten Spiel eine schwere innere Blutung erlitt. Er musste durch Tom Brady ersetzt werden, der sich in der Preseason als Ersatzquarterback durchgesetzt hatte. Das Team litt an den Abgängen der Pro-Bowl-Spieler Chris Slade und Ben Coates, die nur allmählich durch die neuen Wide Receiver Troy Brown und David Patten bzw. den in der ersten Runde ausgewählten Defensive Lineman Richard Seymour ersetzt werden konnten. Brady entpuppte sich als positive Überraschung, als er das Team zu 11-5 Siegen führte und dadurch Bledsoe als Starting-Quarterback verdrängte. Im letzten Spiel, das je im Foxboro Stadium gespielt wurde, gewannen die Patriots im später „Tuck Rule Game“ genannten Spiel gegen die Oakland Raiders mit 16:13. Im dichten Schneefall wurde Brady beim Stand von 10:13 kurz vor Schluss in der Wurfbewegung gesackt und verlor dabei den Ball. Da aber laut Schiedsrichter eine „erkennbare Wurfbewegung“ stattfand, wurde es als „unvollständiger Pass“ anstelle von Fumble gewertet, wodurch New England im Ballbesitz blieb. Nachdem Kicker Adam Vinatieri im dichten Schnee zwei schwierige Field Goals versenkt hatte, gewannen die Patriots in Overtime. Danach trafen sie auf die favorisierten Pittsburgh Steelers im AFC Championship Game, in dem sich Brady verletzte, so dass Bledsoe die Patriots zu einem 24:17-Sieg führte.

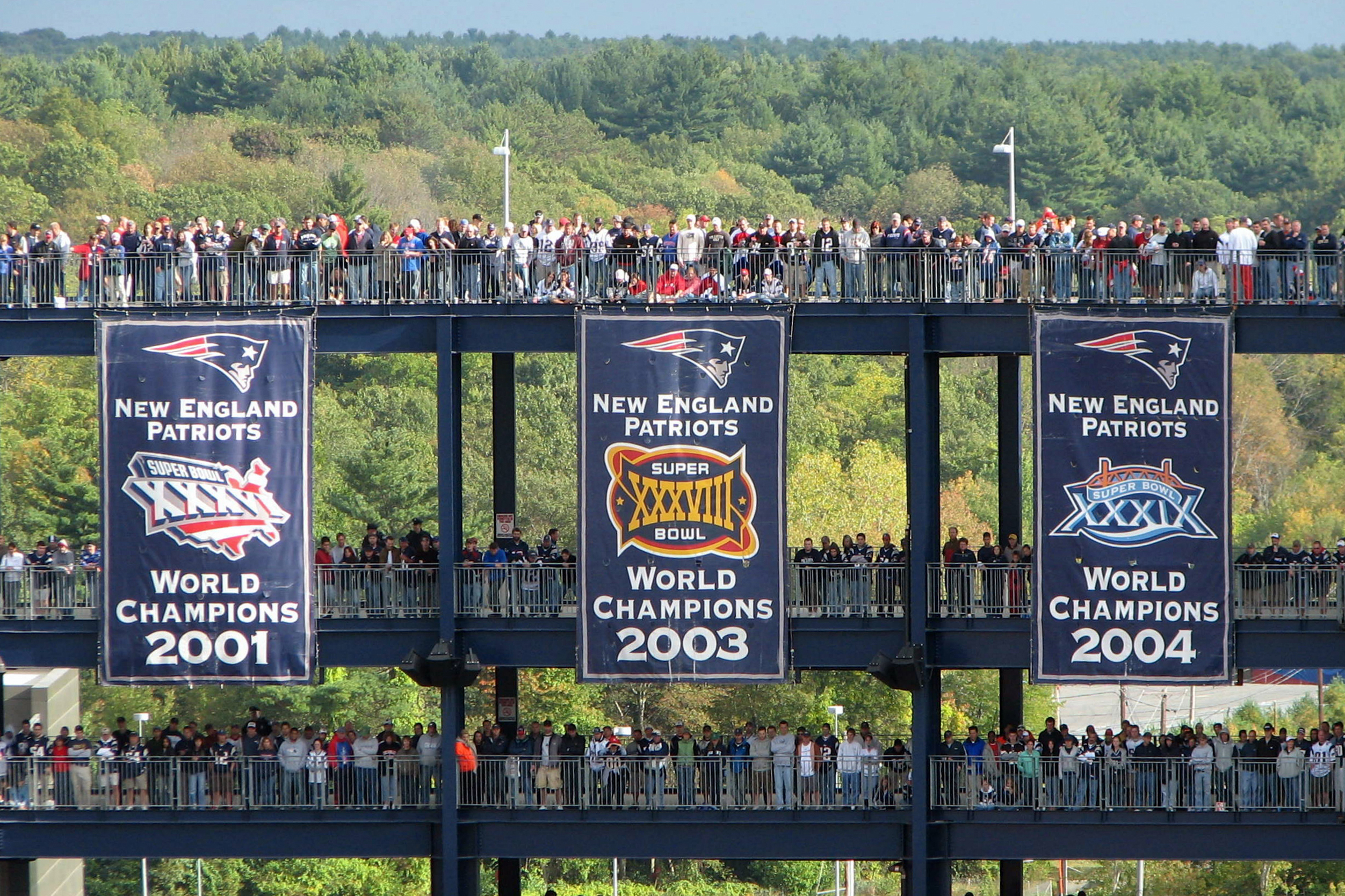
Die Brücke des Gillette Stadiums mit Bannern zu den drei gewonnenen Super Bowls

Beim Super Bowl XXXVI gegen die favorisierten Titelverteidiger St. Louis Rams brachen die Patriots bewusst mit der Tradition, dass beim Einlauf alle Spieler einzeln genannt wurden. Stattdessen ließen sie sich nur als „The New England Patriots“ vorstellen, um auszudrücken, dass sie ein Team und keine Ansammlung von Einzelspielern sind. Dieser Einlauf war so populär, dass in jedem Super Bowl die Teams seitdem kollektiv vorgestellt werden. Mit gründlicher Abwehrarbeit und einem nervenstarken Brady, der in den letzten 91 Sekunden ohne Timeouts die Patriots beim Stand von 17:17 an die gegnerische 31-Yards-Linie warf, ermöglichten sie Kicker Adam Vinatieri die Chance zu einem entscheidenden Field Goal. Vinatieri verwandelte einen 48-Yards-Kick, so dass New England mit 20:17 ihren ersten Sieg in einem Super Bowl holte. Zum Super Bowl MVP wurde Tom Brady gewählt, der nach der Saison einen Langzeitvertrag mit den Patriots abschloss. Die Siegesparade des Teams in Boston wurde von 1,5 Millionen Fans besucht, und das ganze Team wurde zum ersten Spiel der Baseballmannschaft Boston Red Sox in den Fenway Park eingeladen. Bledsoe wurde für einen Spieler in der ersten Runde beim Draft 2003 an die Bills übergeben.
Die Saison 2002 wurde zu einer Enttäuschung, da die Patriots aufgrund von Verletzungspech mit einer Bilanz von neun Siegen und sieben Niederlagen nicht in die Play-offs einzogen. In der Saisonpause 2003 ließ Belichick getreu seiner wenig sentimentalen Teamführung den verdienten, aber teuren Pro-Bowl-Safety Lawyer Milloy gehen und holte stattdessen günstig Milloys Safety-Nachfolger Rodney Harrison sowie Linebacker Rosevelt Colvin. Mit einer 14-2-Bilanz erreichten die Patriots die erste Position in der Setzliste und konnten alle Play-off-Spiele im heimischen Gillette Stadium spielen. In den Divisional Play-offs gewann New England gegen die Tennessee Titans (17:14) bei einer Temperatur von −16 °C, die zweitniedrigste Temperatur bei der je ein NFL-Spiel ausgetragen wurde. Beim AFC Championship Game trafen die Patriots auf die Indianapolis Colts von Star-Quarterback Peyton Manning. Manning warf vier Interceptions, drei davon auf Ty Law, so dass die Patriots mit 24:14 gewannen.

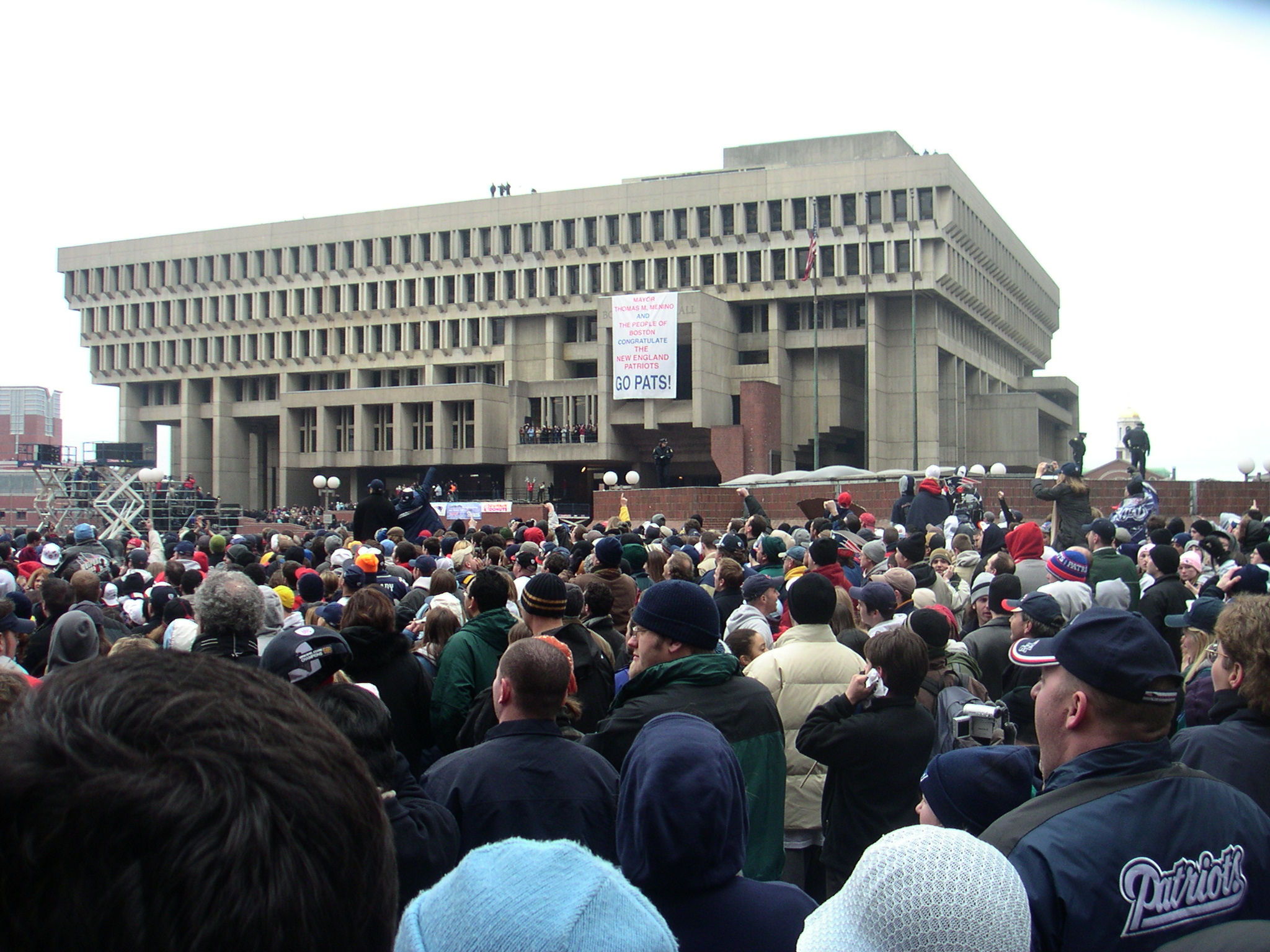
Mehrere tausend Fans begrüßen die Patriots an der Boston City Hall nach dem Sieg im Super Bowl XXXVIII

Der Super Bowl XXXVIII gegen die Carolina Panthers war ein enger Schlagabtausch. Drei Minuten vor Schluss führte Carolina mit 22:21, bis der als Tight End aufgebotene Patriots-Linebacker Mike Vrabel einen Touchdownpass fing und nach einer gelungenen Two-Point Conversion New England mit 29:22 führte. Doch nachdem Panthers-Quarterback Jake Delhomme mit einem Touchdownwurf auf Wide Receiver Ricky Proehl zurückgeschlagen hatte, stand es 68 Sekunden vor Ende der regulären Spielzeit 29:29. Wie beim letzten Super-Bowl-Sieg führte Brady sein Team in den Schlusssekunden in Field-Goal-Nähe. Adam Vinatieri traf aus 41 Yard Entfernung das entscheidende Field Goal zum 32:29-Endstand.

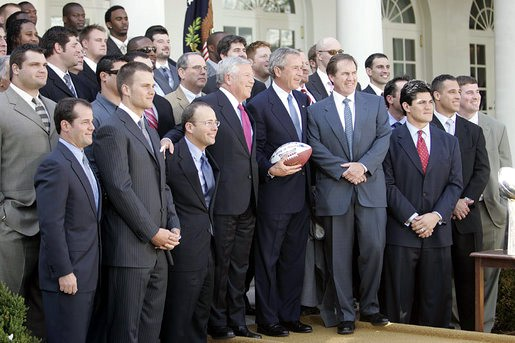
Die Patriots mit US-Präsident George W. Bush bei der Ehrungszeremonie nach dem Sieg im Super Bowl XXXIX

In der Saison 2004 taten die Patriots im Draft mit Nose Tackle Vince Wilfork einen guten Griff, zudem wurde der erfahrene Runningback Corey Dillon verpflichtet, der das Laufspiel der Patriots mit 1.635 Rushing Yards belebte. Sie trugen dazu bei, dass die Patriots wieder eine starke 14-2-Bilanz einfuhren, abermals Position 1 der Setzliste eroberten und saisonübergreifend 21 Regular-Season- und Play-off-Spiele gewannen. Hierbei trotzten sie einer Verletzungswelle bei den Defensive Backs, in der der etatmäßige Wide Receiver Troy Brown kurzfristig als Cornerback einspringen musste. In den Play-offs wurden nacheinander die Indianapolis Colts mit 20:3 und die Pittsburgh Steelers mit 41:27 besiegt. Im Super Bowl XXXIX gegen die Philadelphia Eagles setzten sich die Patriots in der zweiten Hälfte zum zwischenzeitlichen 24:14 ab. Die Eagles kamen mit einem letztlich bedeutungslosen Last-Minute-Touchdown noch auf drei Punkte heran, doch Safety Rodney Harrison entschied das Spiel mit einer Interception. Mit dem 24:21-Sieg wurden die Patriots das erst zweite Team, das drei Super Bowls in vier Jahren gewann, und die erste Mannschaft seit sechs Jahren, die ihren Titel als Super-Bowl-Champion verteidigen konnte.

### 2005–2013 – Zwei verlorene Super Bowls
Vor der Saison 2005 verloren die Patriots zwei Assistenztrainer, den Offensive Coordinator Charlie Weis an die University of Notre Dame und den Defensive Coordinator Romeo Crenell an die Cleveland Browns. Zudem unterschrieb Pro-Bowl-Cornerback Ty Law bei den New York Jets, der durch Neuling Ellis Hobbs ersetzt wurde. Ein Schock war der Schlaganfall von Linebacker Tedy Bruschi. Trotz der Probleme zogen die Patriots mit einem starken Endspurt mit 10-6 Siegen in die Play-offs ein. Adam Vinatieri brach dabei den Patriots-Punkterekord von Gino Cappelletti (1.130). Beim 28:3-Sieg gegen die Jacksonville Jaguars brach Linebacker Willie McGinest mit 4,5 Sacks in einem Spiel sowie insgesamt 16 Sacks in seiner Postseason-Karriere zwei NFL-Rekorde, dasselbe galt für New England mit ihrem 10. Sieg in einem K.-o.-Spiel hintereinander. In der zweiten Runde verloren die Patriots aber gegen die Denver Broncos mit 27:13 und schieden aus. 2006 war mit weiteren Abgängen verbunden: Mit Eric Mangini verließ ein weiterer Assistenzcoach die Patriots, und die langjährigen Stützen Adam Vinatieri und Deion Branch unterschrieben bei den Colts bzw. den Seattle Seahawks. Als Ersatz verpflichteten die Patriots u. a. Reche Caldwell von den San Diego Chargers, Runningback Heath Evans und Guard Stephen Neal, weiterhin drafteten sie Wide Receiver Chad Jackson und Runningback Laurence Maroney. Nach einer starken Saison wurde New England mit einer Bilanz von 12-4 Siegen Erster in ihrer Division, der AFC East. In der ersten Runde wurden die Jets 37:17 besiegt, in der zweiten Runde gegen die San Diego Chargers schoss der neue Kicker Stephen Gostkowski das entscheidende Field Goal zum 24:21-Sieg. Gegen die Colts führten die Patriots zur Halbzeit mit 21:6, verloren aber in der letzten Minute mit 38:34. Mit 17 Punkten im letzten Viertel konnten die Colts das viertgrößte Comeback in der Geschichte der NFL erlangen.

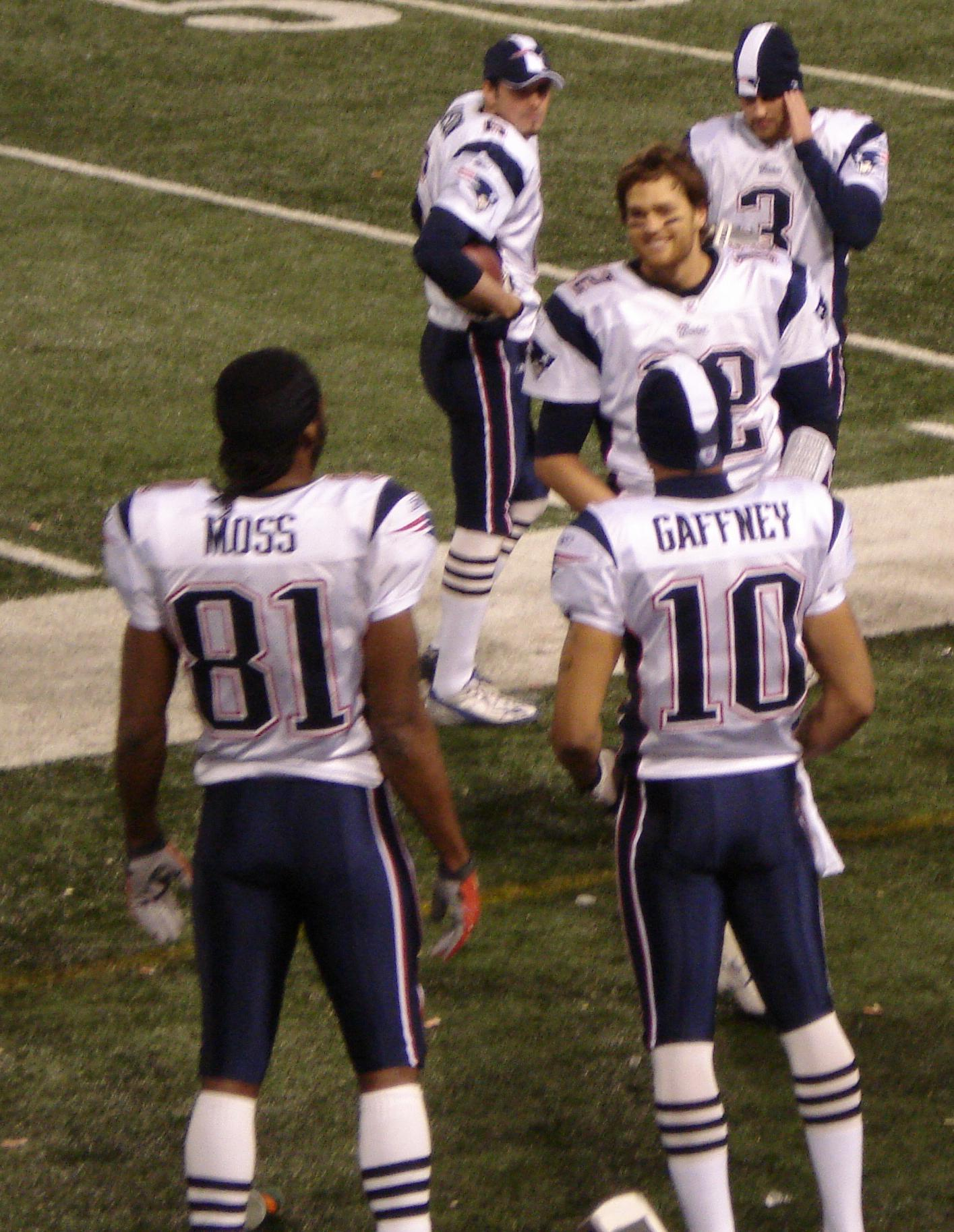
Tom Brady, Randy Moss und Jabar Gaffney nach Bradys 50. und Moss’ 23. Touchdown in dieser Saison

In der Saison 2007 holte Head Coach Belichick gleich vier neue Wide Receiver, Randy Moss, Wes Welker, Donté Stallworth und Kelley Washington, dazu Tight End Kyle Brady sowie Runningback Sammy Morris, und die Defense wurde durch den erfahrenen Linebacker Junior Seau ergänzt. Zudem zogen sie im NFL Draft den künftigen Pro-Bowl-Guard Logan Mankins. Das Jahr begann mit einem Trauerfall, als ihr Spieler Marquise Hill bei einem Jetski-Unfall starb: Zum Andenken trugen die Patriots seine Rückennummer 91 hinten auf ihrem Helm. Überschattet wurde die Saison durch den sog. Spygate-Skandal: Die Patriots hatten von einem unerlaubten Ort die Defensivsignale der New York Jets gefilmt und wurden deswegen u. a. zu einer Strafe in Höhe von 250.000 US-Dollar und dem Verlust eines Erstrunden-Draftpicks verurteilt. Zusätzlich musste Head Coach Belichick 500.000 Dollar an die NFL zahlen. Die Patriots ließen sich nicht beeindrucken und schafften eine einzigartige 16-0-Siegesbilanz. Quarterback Tom Brady brach u. a. den NFL-Rekord für Touchdownwürfe (50) und Randy Moss den von Touchdownfängen (23). Nach zwei Siegen gegen die Jacksonville Jaguars (31:20) und die San Diego Chargers (21:12) trafen sie im Super Bowl XLII als hoher Favorit auf die New York Giants. Nach einem engen Spiel führten die Patriots zwei Minuten vor Schluss mit 14:10, ehe Giants-Quarterback Eli Manning sein Team aus 83 Yards in die Endzone führte. Hierbei profitierte er u. a. vom sog. „Helmet Catch“ von Wide Receiver David Tyree, der trotz enger Deckung von Patriots-Safety Rodney Harrison den Football im Fallen an seinen Helm presste und somit „fing“. Dies gilt als einer der spektakulärsten Super-Bowl-Momente der NFL-Historie. Trotz der Finalniederlage und Spygate wurden viele Spieler der Patriots ausgezeichnet, allen voran Tom Brady, den die Sports Illustrated zum Sportler des Jahres kürte und der sowohl den NFL Most Valuable Player Award als auch den NFL Offensive Player of the Year Award gewann. Belichick wurde Trainer des Jahres.
Vor der Spielzeit 2008 musste Head Coach Belichick viele Abgänge der Defense verkraften, u. a. die Cornerbacks Asante Samuel sowie Randall Gay und den Safety Eugene Wilson. Im Draft wählte New England bis auf den Quarterback Kevin O’Connell nur Verteidiger aus, darunter den künftigen Pro-Bowl-Linebacker Jerod Mayo. Die ganze Saison war von Verletzungspech überschattet. Gleich im ersten Spiel wurde Quarterback Tom Brady mit einer schweren Knieverletzung eliminiert, und im Laufe des Jahres fielen zeitweise u. a. Tedy Bruschi, Ellis Hobbs, Matt Light, Lewis Sanders, Vince Wilfork, Richard Seymour, Billy Yates und Laurence Maroney aus. Reserve-Quarterback Matt Cassel führte die dezimierten Patriots zu einer ordentlichen 11-5-Siegesbilanz, sie wurden aber trotzdem eliminiert, da sie gegen die Miami Dolphins (ebenfalls 11-5 Siege) die Division aufgrund der schlechteren Bilanz in den Spielen innerhalb ihrer Conference (8-4 zu 7-5) verloren hatten. Über das gleiche Entscheidungskriterium verloren sie auch den letzten Wild-Card-Platz an die Baltimore Ravens (ebenfalls 11-5 Siege). Nachdem sicher war, dass Brady 2009 wieder spielen konnte, tradeten die Patriots Cassel zusammen mit dem Linebacker Mike Vrabel und einem Draftpick zu den Kansas City Chiefs. Mit dem 58. Pick des Drafts verpflichteten sie mit Sebastian Vollmer erstmals einen deutschen Spieler, und an 232. Stelle zogen sie den gelernten Quarterback Julian Edelman, der aufgrund seiner Vielseitigkeit bald als Wide Receiver, Punt Returner und Defensive Back eingesetzt wurde. Die Patriots gewannen die East Division mit einer Saisonbilanz von 10:6, verloren aber in den Play-offs gegen die Baltimore Ravens mit 14:33. Brady wurde mit dem NFL Comeback Player of the Year Award ausgezeichnet.
Vor der Saison 2010 verpflichtete Head Coach Belichick in den frühen Runden zwei Tight Ends, Rob Gronkowski und Aaron Hernandez, zudem wurde für die Verteidigung der gelernte Cornerback Devin McCourty gezogen. Nachdem der leistungsmäßig nachlassende Wide Receiver Randy Moss entlassen worden war, führte Quarterback Brady die Patriots zu einer 14-2-Bilanz und gewann seinen jeweils zweiten NFL Most Valuable Player Award sowie NFL Offensive Player of the Year Award. Doch in den Divisional Play-offs verloren sie wiederum gegen die New York Jets mit 21:28. Head Coach Belichick holte trotzdem seinen zweiten NFL Coach of the Year Award. Vor der Saison 2011 verließ mit Pro-Bowl-Safety Brandon Meriweather der letzte Defensive Back der Super-Bowl-Jahre die Patriots, was in Verbindung mit Verletzungen wichtiger Abwehrspieler (u. a. Linebacker Brandon Spikes oder Safety Patrick Chung) die Defense schwächte. Mit einer Bilanz von 13:3 Siegen besiegten sie in den Play-offs jeweils zu Hause die Denver Broncos (45:10) und die Baltimore Ravens (23:20) und erreichten den Super Bowl XLVI. Wieder verloren die Patriots ein enges Spiel gegen die New York Giants (17:21), u. a. da Wes Welker beim Stand von 17:15 kurz vor Schluss freistehend einen Wurf von Brady nicht fangen konnte. In der folgenden Spielzeit Saison 2012 drafteten die Patriots verstärkt Defensivspieler, u. a. Defensive End Chandler Jones sowie Linebacker Dont’a Hightower. Mit dieser verstärkten Abwehr sowie dem neuen Wide Receiver Brandon Lloyd konnten die Patriots abermals mit 12:4 Siegen ihre Division gewinnen. Nachdem die Houston Texans mit 41:28 besiegt wurden, verloren die Patriots gegen den späteren Super-Bowl-Sieger Baltimore Ravens zu Hause mit 13:28. Hierbei holten die Patriots in der gesamten zweiten Hälfte keinen einzigen Punkt.
Die Saison 2013 war für die Patriots mit vielen Ausfällen verbunden, vor allem in der Offense. Die Wide Receiver Wes Welker und Brandon Lloyd verließen New England, Right Tackle Sebastian Vollmer brach sich das Bein, und bei den Tight Ends riss sich Rob Gronkowski das Kreuzband, während Aaron Hernandez nach einer Mordanklage zu lebenslanger Haft verurteilt wurde. Zudem riss sich Abwehrchef Vince Wilfork die Achillessehne. Doch dank eines zuverlässigen Quarterbacks Tom Brady, der erfolgreichen Umstellung von Devin McCourty zum Free Safety und eines überraschend starken Julian Edelman, der als ungelernter Wide Receiver 105 Pässe fing, schafften es die Patriots mit 12-4 Siegen in die Play-offs. Hierbei bezwangen sie die Indianapolis Colts, den Ex-Klub des langjährigen Rivalen Peyton Manning, mit 41:22, scheiterten aber auswärts mit 16:26 an Mannings und Welkers neuem Team, den Denver Broncos.

### Seit 2014 – Vierter, fünfter und sechster Super-Bowl-Sieg und Ende der Ären Brady und Belichick

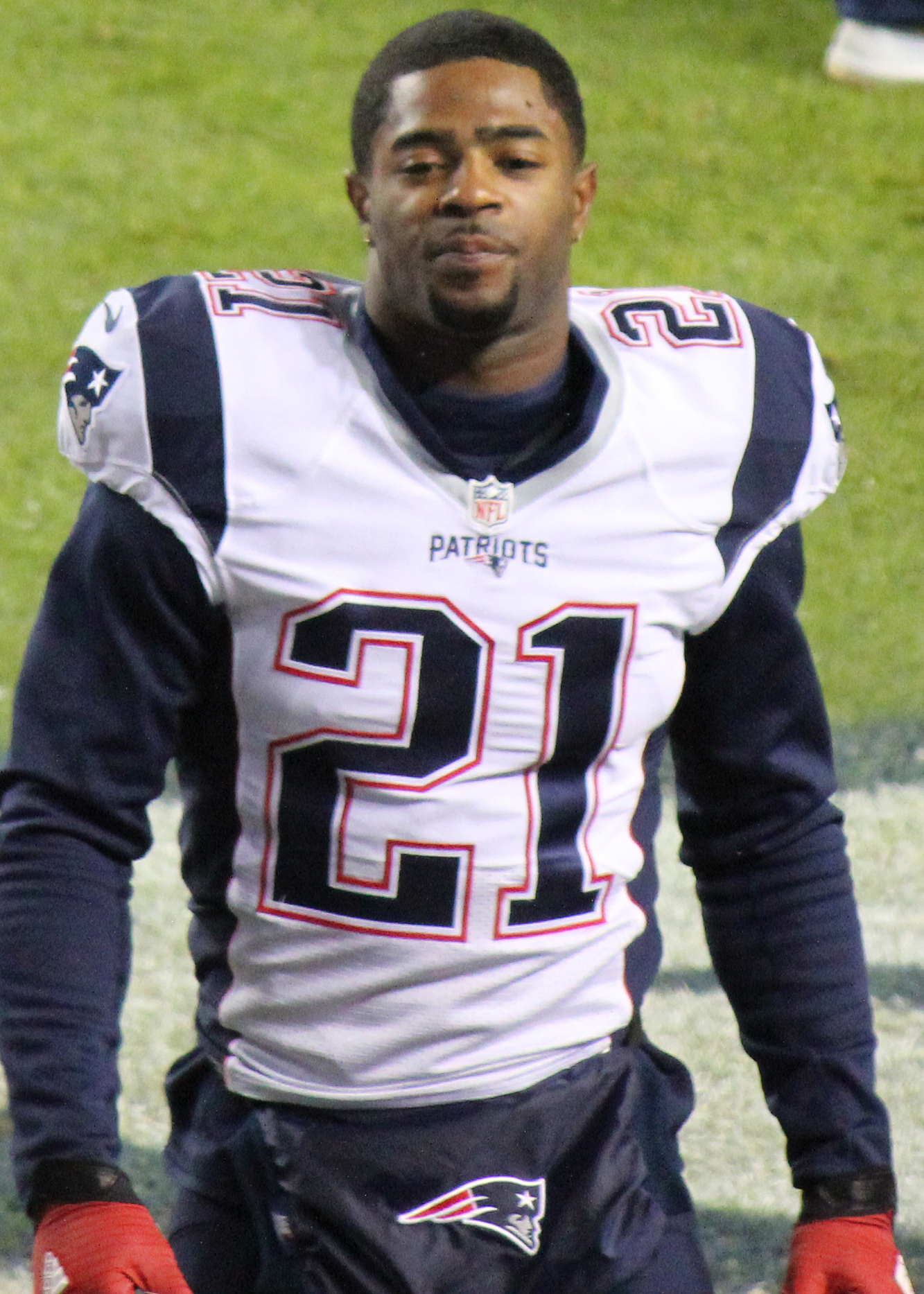
Malcolm Butler entschied mit seiner Interception den Super Bowl XLIX.

In der Saison 2014 stärkten die Patriots ihre Passverteidigung, indem sie mit Darrelle Revis, Brandon Browner und Malcolm Butler gleich drei Cornerbacks verpflichteten. Die verbesserte Defense trug dazu bei, dass die Patriots dank einer gewohnt starken Offense um Quarterback Tom Brady bei einer Bilanz von zwölf Siegen und vier Niederlagen die AFC East gewinnen und als bestes Team der AFC die Setzliste anführten. Nach Siegen über die Baltimore Ravens (35:31), in dem Head Coach Belichick die Gegner mit der ineligible-receiver-Regel austrickste, und über die Indianapolis Colts (45:7) zogen sie in den Super Bowl XLIX gegen die Seattle Seahawks ein. Überschattet wurde die Vorbereitung vom sog. Deflategate-Skandal, in dem die Colts den Patriots-Quarterback Brady beschuldigten, den Luftdruck der Footballs regelwidrig manipuliert zu haben. Der Super Bowl selbst verlief für die Patriots erfolgreich. Nachdem Julian Edelman zwei Minuten vor Schluss einen Touchdownwurf von Brady gefangen hatte, führten die Patriots 28:24. Die Seahawks standen 20 Sekunden vor Schluss an der 1-Yards-Linie von New England, bis eine Interception von Malcolm Butler das Spiel entschied. Brady und Belichick holten somit ihren vierten Super-Bowl-Titel, und Right Tackle Sebastian Vollmer wurde der erste deutsche Super-Bowl-Gewinner seit Markus Koch.
Vor der Saison 2015 mussten die Patriots den Weggang der Cornerbacks Revis und Browner und des langjährigen Nose Tackle Wilfork verkraften, gewannen aber trotzdem ihre ersten zehn Saisonspiele. Nach einer Verletzungswelle, die vor allem die Offense dezimierte, verloren sie vier der letzten sechs Matches. Mit 12:4 Siegen erreichten sie Position 2 der AFC-Setzliste. Mit Cornerback Butler, Defensive End Chandler Jones und Linebacker Jamie Collins debütierten drei Spieler der Defense im Pro-Bowl-Team. In den Play-offs besiegten sie die Kansas City Chiefs (27:20) und erreichten zum fünften Mal in Folge das AFC Championship Game, womit sie den NFL-Rekord der Oakland Raiders (1972–76) einstellten. Hierbei verloren sie gegen die Denver Broncos mit 18:20.

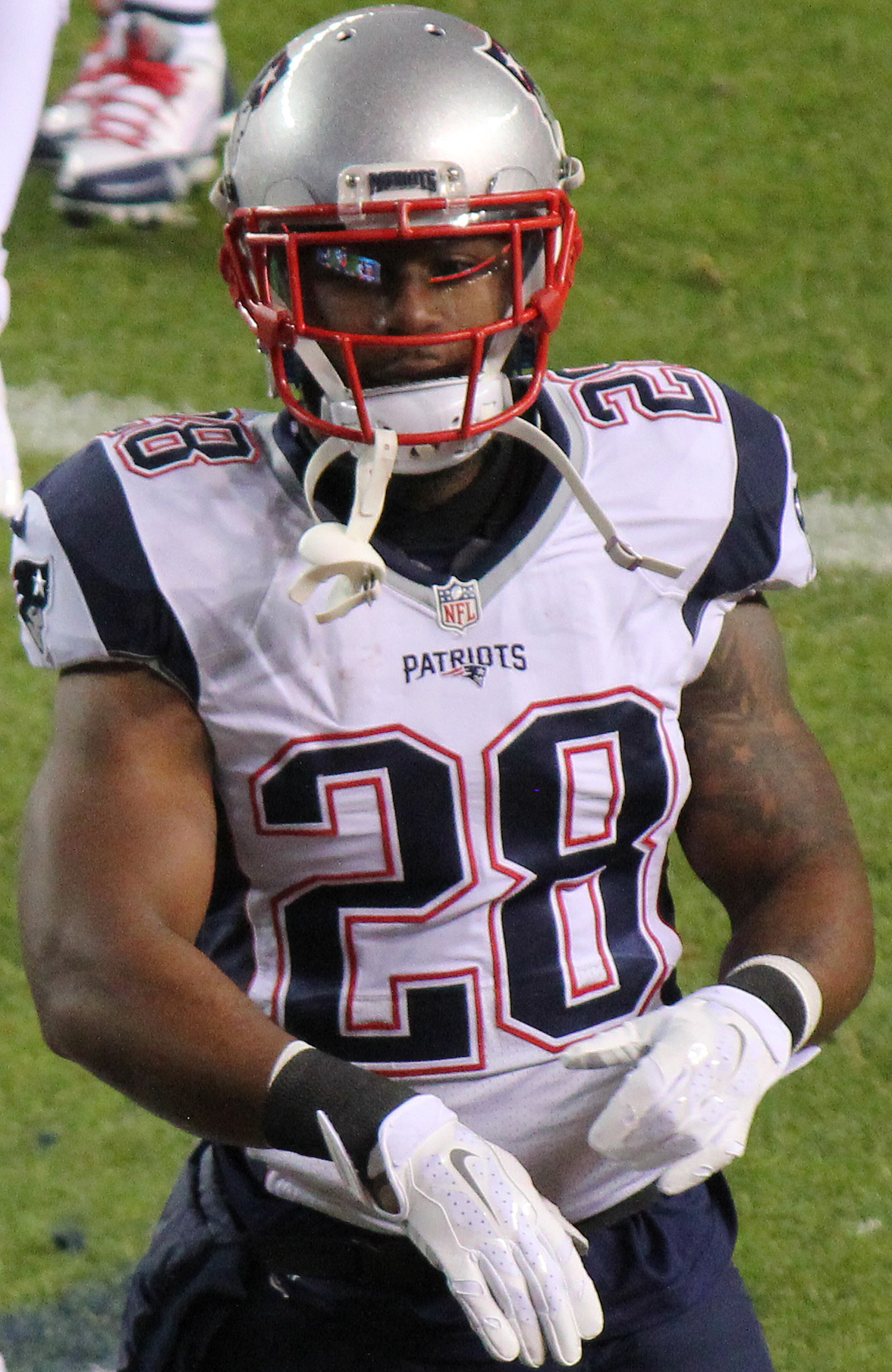
Durch James White siegten die Patriots im Super Bowl LI im ersten Overtime-Match der Super-Bowl-Geschichte.

In der Saison 2016 starteten die Patriots mit einem ernsten Quarterbackmangel, da Starting-Quarterback Tom Brady für die ersten vier Spiele wegen der Deflategate-Affäre gesperrt wurde und sich seine Backups Jimmy Garoppolo im zweiten Match und Jacoby Brissett im dritten Match verletzten. Trotzdem gewannen die Patriots drei der ersten vier Partien und beendeten die reguläre Saison mit 14:2 Siegen, so dass sie Platz 1 der AFC-Setzliste eroberten. Neben der gewohnt starken Offense um Quarterback Brady (28 Touchdowns bei nur 2 Interceptions) und Runningback LeGarrette Blount (1.161 Yards Raumgewinn, Ligabestwert von 18 erlaufenen Touchdowns) überzeugte besonders die Defense um die Pro-Bowler Dont’a Hightower (Linebacker) und Devin McCourty (Safety), die nur 250 Gegnerpunkte zuließ (NFL-weit Platz 1). In den Play-offs wurden zuerst die Houston Texans besiegt (34:16), so dass sie zum sechsten Mal in Folge die AFC-Finale erreichten, und nach dem Gewinn gegen die Pittsburgh Steelers (36:17) wurde zum neunten Mal der Super Bowl erreicht – beides stellte neue NFL-Rekorde dar. Im Super Bowl LI gewannen die Patriots mit 34:28 nach Verlängerung gegen die Atlanta Falcons. Es war der erste Super Bowl, der in der Overtime entschieden wurde, wobei Runningback James White das Spiel durch den ersten Overtime-Touchdown der Super-Bowl-Historie entschied.
Die Saison 2018 war für die New England Patriots die 49. Saison in der National Football League. Zum 19. Mal trat das Team unter Head Coach Bill Belichick an. Schließlich erreichten die Patriots den Super Bowl LIII. Sie traten zum zweiten Mal nach 2002 gegen die Los Angeles Rams an, die damals noch St. Louis Rams hießen. Das Spiel wurde am 3. Februar 2019 im Mercedes-Benz Stadium in Atlanta, Georgia, ausgetragen. Die New England Patriots gewannen mit 13:3 ihren sechsten Super Bowl.
In der Saison 2019 schieden die Patriots in der Wild Card Round gegen die Tennessee Titans aus. Zum Saisonende wurde Tom Brady erstmals in seine Karriere zum Free Agent und entschloss sich nach zwanzig Jahren in New England zu einem Wechsel zu den Tampa Bay Buccaneers. In der Free Agency nahmen die Patriots daraufhin den langjährigen Panthers-Quarterback Cam Newton unter Vertrag, den sie zu ihrem Starting Quarterback für die Spielzeit 2020 ernannten.
Die Saison 2020 wurde nach rund 20 Jahren die erste Saison ohne Brady als Quarterback. Die Patriots unter Belichick beendeten die Saison das erste Mal mit einem Loosing Record, den sie, nach einer Playoff-Teilnahme 2021, 2022 wiederholten. 
Nach Ablauf der Regular Season 2023 mit einer Bilanz von 4:13 beendeten die New England Patriots die Zusammenarbeit mit Belichick.

## Wirtschaftliche und finanzielle Aspekte
|  |

2009 konnte die Mannschaft rund 302 Millionen Dollar einnehmen. Der Wert der New England Patriots lag 2009 nach Schätzungen der Forbes bei 1,361 Milliarden US-Dollar, sie sind damit das drittwertvollste Team der NFL und hinter dem Fußballklub Manchester United, den Dallas Cowboys, dem Baseballteam New York Yankees und den Washington Commanders das fünftwertvollste Sportteam der Welt. Somit fand seit dem Kauf 1994 von Robert Kraft für 172 Millionen Dollar eine Wertsteigerung um das Achtfache statt. 2008 erhöhte sich der Wert durch einen großen 350 Millionen Dollar teuren Einkaufskomplex rund um das Stadion auf gut 1,4 Milliarden US-Dollar. Bis zum Jahr 2023 ist der geschätzte Wert der Patriots auf 7 Milliarden US-Dollar gestiegen. Die Mannschaft liegt somit auf Platz 2 der wertvollsten NFL-Teams hinter den Dallas Cowboys (9 Milliarden US-Dollar).
Der durchschnittliche Ticketpreis für ein Spiel im Gillette Stadium beläuft sich bei direktem Kauf auf 118 US-Dollar, was weit über dem Durchschnitt der NFL, der bei rund 60 US-Dollar liegt, ist. Üblicherweise sind jedoch schon lange vor Beginn der Saison alle Tickets ausverkauft, weshalb viele Karten bei Ebay oder auf dem Schwarzmarkt verkauft werden.

## Stadion

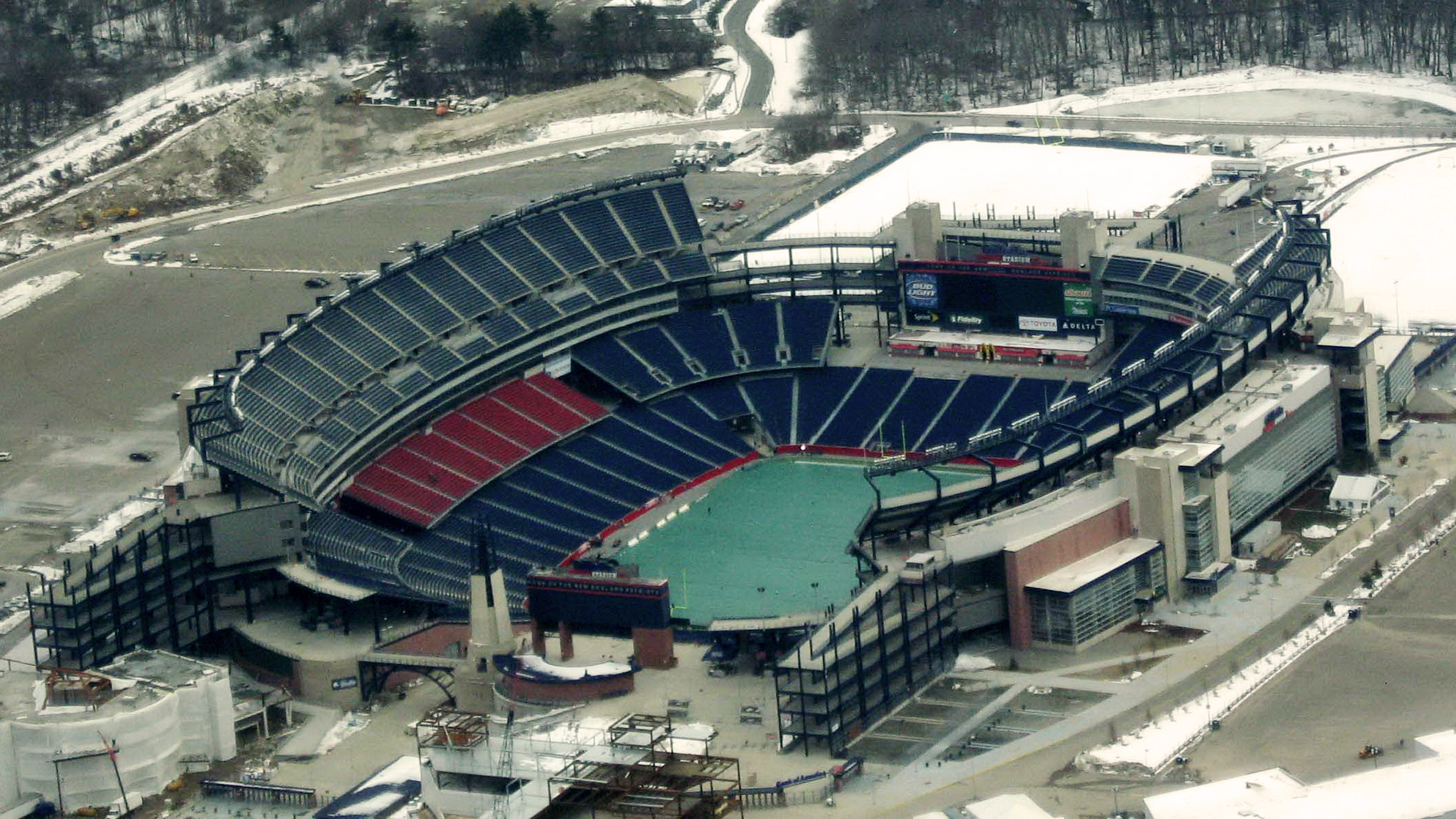
Das Gillette Stadium, seit 2002 Heimat der Patriots

Während seiner Zeit als Besitzer versuchte Robert K. Kraft, in den Neuenglandstaaten ein neues Stadion zu bauen. Da er sich mit der Stadt Boston und Rhode Island nicht einig wurde und somit keine Erlaubnis erhielt, dort zu bauen, verhandelte er mit dem Parlament von Massachusetts, dass er neben dem alten Stadion ein halbselbstfinanziertes neues bauen dürfe. Massachusetts sollte 75 Millionen US-Dollar zum Bau hinzugeben. Der Sprecher des Parlaments lehnte den Vorschlag jedoch mit der Begründung ab, dass er nicht einverstanden sei, wenn Steuergelder für private Interessen genutzt werden. Aufgrund dessen schloss Kraft mit dem Gouverneur von Connecticut, John G. Rowland, einen Vertrag, dass er das Stadion in Hartford bauen darf. Es gab jedoch einige Probleme an der Stelle, wo das Stadion gebaut werden sollte, weshalb sich der Bau verzögerte. Zur gleichen Zeit gab die NFL bekannt, dass sie Teams, die sich in einem der sechs größten Ballungsgebiete der Vereinigten Staaten, darunter Boston, ansiedeln, Kredite bis zu einer Höhe von 150 Millionen US-Dollar gewährte. Deswegen gab es wieder Diskussionen, das Stadion in Foxborough zu bauen; auch das Parlament war für weitere Verhandlungen bereit.
Die Diskussionen waren erfolgreich und Kraft gab im Frühling 1999 bekannt, dass das Stadionprojekt in Hartford annulliert und stattdessen am ursprünglich gedachten Ort gebaut werde. Die letzte Hürde war das Einverständnis der Stadt Foxborough, die aber mit 90 % für das Stadion abstimmte. Das machte den Weg für das insgesamt 325 Millionen US-Dollar teure Projekt frei. Zuerst gehörten die Namensrechte CMGi, und das Stadion hieß „CMGi Field“. Ab dem Frühling 2002 gab es schon einige kleinere Veranstaltungen, zum Beispiel Konzerte und Spiele des Fußballvereins New England Revolution, das erste Großereignis war jedoch erst im September desselben Jahres ein Spiel der Patriots. Kurz davor kaufte die Gillette Company die Namensrechte und das Stadion wurde in „Gillette Stadium“ umbenannt. Von Fans wird die Spielstätte oft „The Razor“ genannt.
Von 2007 bis 2008 wurde am sogenannten Patriot Place gebaut, einem 1,3 km² großen Komplex, in dem viele große Läden, ein 4-Sterne-Hotel, ein Ärztezentrum, mehrere Kinos und ein Museum Platz finden. Die Baukosten betrugen 350 Millionen US-Dollar und täglich sollen sich über 20.000 Besucher im Patriot Place aufhalten.

## Spieler

### Aktueller Kader
| Abkürzungen der Spieler-Positionen im American Football | Abkürzungen der Spieler-Positionen im American Football |
| ------------------------------------------------------- | --- |
| Offense                                                 | QB – Quarterback \| RB – Runningback \| FB – Fullback \| TE – Tight End \| E/WR – Wide Receiver \| T – Tackle \| G – Guard \| C – Center |
| Defense                                                 | DT – Defensive Tackle \| DE – Defensive End \| NT – Nose Tackle \| LB – Linebacker \| ILB – Inside Linebacker \| MLB – Middle Linebacker \| OLB – Outside Linebacker \| CB – Cornerback \| NB – Nickelback \| FS – Free Safety \| SS – Strong Safety |
| Special Teams                                           | K – Kicker \| P – Punter \| KS – Kicking Specialist \| KOS – Kickoff Specialist \| LS – Long Snapper \| RS – Return Specialist \| KOR/KR – Kick Returner \| PR – Punt Returner \| PP – Punt Protector                                                |

### Verdiente Spieler und Funktionäre
Folgende Spieler und Funktionäre sind Mitglied der New England Patriots Hall of Fame bzw. der Pro Football Hall of Fame:
| * | Rückennummer bei den Patriots gesperrt | Rückennummer bei den Patriots gesperrt | Rückennummer bei den Patriots gesperrt | Rückennummer bei den Patriots gesperrt | Rückennummer bei den Patriots gesperrt |
| ‡ | Mitglied der Pro Football Hall of Fame | Mitglied der Pro Football Hall of Fame | Mitglied der Pro Football Hall of Fame | Mitglied der Pro Football Hall of Fame | Mitglied der Pro Football Hall of Fame |

| New England Patriots Hall of Fame | New England Patriots Hall of Fame | New England Patriots Hall of Fame | New England Patriots Hall of Fame | New England Patriots Hall of Fame | New England Patriots Hall of Fame | New England Patriots Hall of Fame | New England Patriots Hall of Fame | New England Patriots Hall of Fame | New England Patriots Hall of Fame |
| Spieler                           | Spieler                           | Spieler                           | Spieler                           | Spieler                           | Spieler                           | Spieler                           | Spieler                           | Spieler                           | Spieler                           |
| Nr.                               | Name                              | Positionen                        | Spielzeiten                       | Wahl (Pro)                        | Nr.                               | Name                              | Positionen                        | Spielzeiten                       | Wahl (Pro)                        |
| --------------------------------- | --------------------------------- | --------------------------------- | --------------------------------- | --------------------------------- | --------------------------------- | --------------------------------- | --------------------------------- | --------------------------------- | --------------------------------- |
| 73 *                              | John Hannah ‡                     | G                                 | 1973–1985                         | 1991 (Pro: 1991)                  | 11                                | Drew Bledsoe                      | QB                                | 1993–2001                         | 2011                              |
| 85                                | Nick Buoniconti ‡                 | LB                                | 1962–1968                         | 1992 (Pro: 2001)                  | 56                                | Jon Morris                        | C                                 | 1964–1974                         | 2011                              |
| 20 *                              | Gino Cappelletti                  | WR/K                              | 1960–1970                         | 1992                              | 80                                | Troy Brown                        | WR/PR/CB                          | 1993–2007                         | 2012                              |
| 89 *                              | Bob Dee                           | DL                                | 1960–1967                         | 1993                              | 54                                | Tedy Bruschi                      | LB                                | 1996–2008                         | 2013                              |
| 79 *                              | Jim Lee Hunt                      | DT                                | 1960–1971                         | 1993                              | 24                                | Ty Law ‡                          | CB                                | 1995–2004                         | 2014 (Pro: 2019)                  |
| 57 *                              | Steve Nelson                      | LB                                | 1974–1987                         | 1993                              | 55                                | Willie McGinest                   | LB/DE                             | 1994–2005                         | 2015                              |
| 15                                | Vito „Babe“ Parilli               | QB                                | 1961–1967                         | 1993                              | 65                                | Houston Antwine                   | DL                                | 1961–1971                         | 2015                              |
| 40 *                              | Mike Haynes ‡                     | CB                                | 1976–1982                         | 1994 (Pro: 1997)                  | 33                                | Kevin Faulk                       | RB                                | 1999–2011                         | 2016                              |
| 14                                | Steve Grogan                      | QB                                | 1975–1990                         | 1995                              | 26                                | Raymond Clayborn                  | CB                                | 1977–1989                         | 2017                              |
| 56                                | Andre Tippett ‡                   | LB                                | 1982–1993                         | 1999 (Pro: 2008)                  | 72                                | Matt Light                        | T                                 | 2001–2011                         | 2018                              |
| 78 *                              | Bruce Armstrong                   | T                                 | 1987–2000                         | 2001                              | 37                                | Rodney Harrison                   | S                                 | 2003–2008                         | 2019                              |
| 86                                | Stanley Morgan                    | WR                                | 1977–1989                         | 2007                              | 70                                | Leon Gray                         | T                                 | 2004–2014                         | 2019                              |
| 87                                | Ben Coates                        | TE                                | 1991–1999                         | 2008                              | 93                                | Richard Seymour ‡                 | DL                                | 2001–2008                         | 2020 (Pro: 2022)                  |
| 35                                | Jim Nance                         | FB                                | 1965–1971                         | 2009                              | 75                                | Vince Wilfork                     | NT                                | 2004–2014                         | 2022                              |
| 39                                | Sam Cunningham                    | RB                                | 1973–1982                         | 2010                              | 12 *                              | Tom Brady                         | QB                                | 2000-2019                         | 2024                              |
| Funktionäre                       |                                   |                                   |                                   |                                   |                                   |                                   |                                   |                                   |                                   |
| Name                              | Name                              | Positionen                        | Positionen                        | Positionen                        | Spielzeiten                       | Spielzeiten                       | Spielzeiten                       | Wahl                              | Wahl                              |
| Billy Sullivan                    | Billy Sullivan                    | Gründer                           | Gründer                           | Gründer                           | 1960–1988                         | 1960–1988                         | 1960–1988                         | 2009                              | 2009                              |
| Gil Santos                        | Gil Santos                        | Kommentator                       | Kommentator                       | Kommentator                       | 1972–1979, 1991–2012              | 1972–1979, 1991–2012              | 1972–1979, 1991–2012              | 2013                              | 2013                              |
| Tracy Sormanti                    | Tracy Sormanti                    | Cheerleading Director             | Cheerleading Director             | Cheerleading Director             | 1983–2020                         | 1983–2020                         | 1983–2020                         | 2021                              | 2021                              |

Vier weitere Personen haben ein Teil ihrer Karriere bei den Patriots verbracht und wurden in die Pro Football Hall of Fame aufgenommen:
- Curtis Martin, RB, Rückennr. 28 (1995–1997), aufgenommen 2012
- Bill Parcells, Head Coach (1993–1996), aufgenommen 2013
- Junior Seau, LB, Rückennr. 55 (2006–2009), aufgenommen 2015
- Randy Moss, WR, Rückennr. 81 (2007–2010), aufgenommen 2018
- Steve McMichael, NT, Rückennr. 66 (1980), aufgenommen 2024

## Trainer (Coaches)

### Head Coaches
| #         | Reihenfolge der Trainer                              |
| Spiele    | Spiele als Trainer                                   |
| S         | Siege                                                |
| N         | Niederlagen                                          |
| U         | Unentschieden                                        |
| Gewonnen% | Siegquote                                            |
| *         | Ausschließlich bei den Patriots als Head Coach aktiv |

Stand: Saisonende 2024
| #                    | Name               | Zeitraum        | Regular Season  | Regular Season  | Regular Season  | Regular Season  | Regular Season  | Play-offs       | Play-offs       | Play-offs       | Erfolge/Auszeichnungen | Referenz        |
| #                    | Name               | Zeitraum        | Spiele          | S               | N               | U               | Gewonnen%       | Spiele          | S               | N               | Erfolge/Auszeichnungen | Referenz        |
| Boston Patriots      | Boston Patriots    | Boston Patriots | Boston Patriots | Boston Patriots | Boston Patriots | Boston Patriots | Boston Patriots | Boston Patriots | Boston Patriots | Boston Patriots | Boston Patriots | Boston Patriots |
| -------------------- | ------------------ | --------------- | --------------- | --------------- | --------------- | --------------- | --------------- | --------------- | --------------- | --------------- | --- | --------------- |
| 1                    | Lou Saban          | 1960–1961       | 19              | 7               | 12              | 0               | 0,368           | –               | –               | –               | | [ 85 ]          |
| 2                    | Mike Holovak       | 1961–1968       | 107             | 52              | 46              | 9               | 0,528           | 2               | 1               | 1               | UPI AFL Trainer des Jahres (1966) | [ 86 ]          |
| 3                    | Clive Rush*        | 1969–1970       | 21              | 5               | 13              | 0               | 0,238           | –               | –               | –               | | [ 87 ]          |
| 4                    | John Mazur*        | 1970            | 7               | 1               | 6               | 0               | 0,143           | –               | –               | –               | | [ 88 ]          |
| New England Patriots |                    |                 |                 |                 |                 |                 |                 |                 |                 |                 | |                 |
| –                    | John Mazur         | 1971–1972       | 23              | 8               | 15              | 0               | 0,348           | –               | –               | –               | | [ 88 ]          |
| 5                    | Phil Bengtson 1    | 1972            | 5               | 1               | 4               | 0               | 0,200           | –               | –               | –               | | [ 89 ] [ 90 ]   |
| 6                    | Chuck Fairbanks* 2 | 1973–1978       | 85              | 46              | 39              | 0               | 0,541           | 2               | 0               | 2               | UPI NFL Trainer des Jahres (1976) Sporting News NFL Trainer des Jahres (1976) | [ 91 ]          |
| 7                    | Ron Erhardt* 3     | 1979–1981       | 49              | 21              | 28              | 0               | 0,428           | –               | –               | –               | | [ 92 ]          |
| 8                    | Ron Meyer          | 1982–1984       | 33              | 18              | 15              | 0               | 0,545           | 1               | 0               | 1               | | [ 93 ]          |
| 9                    | Raymond Berry*     | 1984–1989       | 87              | 48              | 39              | 0               | 0,551           | 5               | 3               | 2               | UPI NFL Trainer des Jahres (1985) | [ 94 ]          |
| 10                   | Rod Rust*          | 1990            | 16              | 1               | 15              | 0               | 0,062           | –               | –               | –               | | [ 95 ]          |
| 11                   | Dick MacPherson*   | 1991–1992       | 32              | 8               | 24              | 0               | 0,250           | –               | –               | –               | | [ 96 ]          |
| 12                   | Bill Parcells      | 1993–1996       | 64              | 32              | 32              | 0               | 0,500           | 4               | 2               | 2               | Pro Football Weekly NFL Trainer des Jahres (1994) Maxwell Football Club NFL Trainer des Jahres (1994) AP NFL Trainer des Jahres (1994) UPI NFL Trainer des Jahres (1994) | [ 97 ]          |
| 13                   | Pete Carroll       | 1997–1999       | 48              | 27              | 21              | 0               | 0,562           | 3               | 1               | 2               | | [ 98 ]          |
| 14                   | Bill Belichick     | 2000–2023       | 387             | 266             | 121             | 0               | 0,687           | 42              | 30              | 12              | AP NFL Trainer des Jahres (2003, 2007, 2010) Sporting News NFL Trainer des Jahres (2003) Pro Football Weekly NFL Trainer des Jahres (2003) Maxwell Football Club NFL Trainer des Jahres (2007) Teilnahmen am Super Bowl XXXVI*, XXXVIII*, XXXIX*, XLII, XLVI, XLIX*, LI*, LII, LIII* (*=Sieg) | [ 99 ]          |
| 15                   | Jerod Mayo*        | 2024            | 17              | 4               | 13              | 0               | 0,235           | –               | –               | –               | | [ 100 ]         |

## Kontroversen und Rivalitäten
Die New England Patriots waren in mehrere Kontroversen verwickelt, die rechtliche Folgen hatten. Hierunter fallen:
- Snowplow-Spiel (1982): Beim 3:0-Sieg gegen die Miami Dolphins im dichten Schnee räumte ein Angestellter namens Mark Henderson beim Stande von 0:0 mit einem Schneepflug die Stelle frei, an der Patriots-Kicker John Smith ein Field Goal treten wollte. Smith verwandelte seinen Kick, und seitdem ist der Einsatz von Schneepflügen in NFL-Spielen verboten.[101]
- Tuck Rule Game (2002): Beim 16:13-Sieg gegen die Oakland Raiders wurde Patriots-Quarterback Tom Brady so hart gesackt, dass er den Football fallen ließ und die Raiders den Football eroberten. Doch da der Schiedsrichter laut der damals geltenden „Tuck Rule“ eine „erkennbare Wurfbewegung“ bei Brady sah, wurde anstelle von Fumble ein „unvollständiger Pass“ gegeben. Hätte der Referee entschieden, dass Brady den Football ohne Wurfabsicht an den Körper gezogen hätte (tucked ball), wäre Oakland in Ballbesitz geblieben. Diese schwierig zu prüfende Regel wurde 2013 aufgehoben.[102][103]
- Spygate (2007): Patriots-Head-Coach Bill Belichick wurde überführt, während eines Spiels der New York Jets die Signale der Jets-Defensivcoaches von der gegenüberliegenden Spielfeldseite gefilmt zu haben. Das Filmen der Coaches an sich ist nicht verboten, doch erst ab einer bestimmten Tribünenhöhe bzw. Entfernung erlaubt. Belichick wurde mit einer halben Million US-Dollar bestraft, und die Patriots verloren weitere 250.000 US-Dollar und ihren Erstrunden-Draftpick fürs nächste Jahr.[104]
- Ineligible Receiver (2014): Im AFC-Divisional-Game 2014, das die Patriots gegen die Baltimore Ravens mit 35:31 gewannen, bot die Patriots-Offense in der zweiten Hälfte an der Line of Scrimmage vier Offensive Linemen plus einen in diesem Spielzug nicht passberechtigen Nicht-Lineman (ineligible receiver) auf, u. a. Runningback Shane Vereen und Tight End Michael Hoomanawanui. Da die Ravens dachten, dass die Patriots einen passberechtigten Spieler zu viel hatten, protestierten sie vergeblich, was dazu beitrug, dass sie einen 14-Punkte-Vorsprung verspielten. Die Ineligible-Receiver-Regel wurde danach geändert, so dass solche Offense-Formationen nicht mehr möglich sind.[105]
- Deflategate (2014): Nach dem AFC-Championship-Game 2014, das die Patriots gegen die Indianapolis Colts mit 45:7 gewannen, wurde bekannt, dass 11 der 12 Footballs, die die Patriots gegen die Colts benutzt hatten, mit zu niedrigem Druck (min. 12,5 psi) aufgepumpt waren. Ein weicher Football erleichtert dem Quarterback das Werfen, da der Griff sicherer ist. NFL-Ermittler Ted Wells unterstellte Patriots-Quarterback Tom Brady eine Mitwisserschaft, so dass die Patriots zwei Draftpicks verloren und Brady zunächst für vier Spiele gesperrt wurde.[106] Am 3. September wurde diese Sperre vor Gericht für ungültig erklärt,[72][107] doch dieser Freispruch wieder rückgängig gemacht, so dass Brady die ersten vier Spiele der Saison 2016 gesperrt wurde.
- Abfilmen der Cincinnati Bengals (2019): Während der Saison 2019 wurde eine Filmcrew der Patriots dabei erwischt, wie sie die Seitenlinie der Bengals im Spiel gegen die Cleveland Browns verbotenerweise aus der Pressekabine heraus abfilmte. Die Filmcrew war dabei, eine Dokumentation über einen Patriots-Scout zu drehen. Die Patriots erhielten für das Vergehen eine Geldstrafe über 1,1 Millionen US-Dollar und verloren ihren Drittrundenpick im NFL Draft 2021. Des Weiteren erhielt die Filmcrew ein Aufnahmeverbot von Spielen für die gesamte Saison 2020.[108][109]

Sportliche Rivalitäten bestehen hauptsächlich gegen die New York Jets, den Baltimore/Indianapolis Colts, und die Baltimore Ravens:
- New York Jets: Gegen den ehemaligen AFL- und heutigem AFC-East-Konkurrenten New York Jets herrscht eine Jahrzehnte alte Rivalität. Sie erreichte in den 1990er-Jahren ihren Höhepunkt, als Patriots-Coach Bill Parcells zu den Jets ging und u. a. den Star-Runningback der Patriots holte, Curtis Martin,[40][110] doch im Gegenzug warben die Patriots 1999 den damaligen Jets-Head-Coach Bill Belichick nach 32 Minuten im Amt (!) ab und holten mit ihm sechs Super Bowls. Die Rivalität wurde 2007 durch Spygate verschärft.
- Baltimore/Indianapolis Colts: Bei den Baltimore Colts handelte es sich von 1971 bis 1983 um Konkurrenten in der AFC East. Diese Rivalität wurde nahtlos vom Nachfolge-Franchise Indianapolis Colts übernommen, bis sie 2001 in die neu gegründete AFC South wechselten. Im neuen Jahrtausend intensivierte sich die Konkurrenz durch den sportlichen Wettkampf der jeweiligen Quarterbacks, Tom Brady und Peyton Manning, die regelmäßig in den Play-offs aufeinander trafen.[111][112][113] Die Patriots siegten im AFC Championship Game 2003 und in den Divisional Play-offs 2004, bevor die Colts das AFC Championship Game 2006 gewannen, nach dem sie im Super Bowl siegten. Auch nachdem die Colts Manning abgaben und ein neues Team um Quarterback Andrew Luck aufbauten, blieb die Rivalität bestehen. Einen vorläufigen Höhepunkt erreichte sie mit Deflategate.[72]
- Baltimore Ravens: Seit 2009 trafen die Patriots viermal in einem Play-off-Spiel auf die Ravens, mehr als gegen jedes andere Franchise.[114] In diesem Jahr (33:14 für die Ravens) wurde Baltimore das erste Team, das New England im 21. Jahrhundert zu Hause in der Postseason schlug, und nach ihrem zweiten Play-off-Sieg in New England (2012, 28:13) gewannen sie den Super Bowl XLVII. Beide Patriots-Play-off-Siege gegen die Ravens waren knapp (23:20 bzw. 35:31), und beim letzten Erfolg manövrierten sie Baltimore mit der heute verbotenen Ineligible-Receiver-Regel aus. Hinzu kommt die jahrelange persönliche Abneigung zwischen Patriots-Quarterback Tom Brady und Ravens-Linebacker Terrell Suggs,[115] und dass diverse harte Tackles des langjährigen Ravens-Safetys Bernard Pollard zu so vielen Patriots-Verletzungen führten (Tom Brady 2008, Wes Welker 2009, Rob Gronkowski 2011 und Stevan Ridley 2012), dass Pollard u. a. von der Washington Times als „Patriot Killer“ bezeichnet wird.[116][117]

## Fans und Außendarstellung

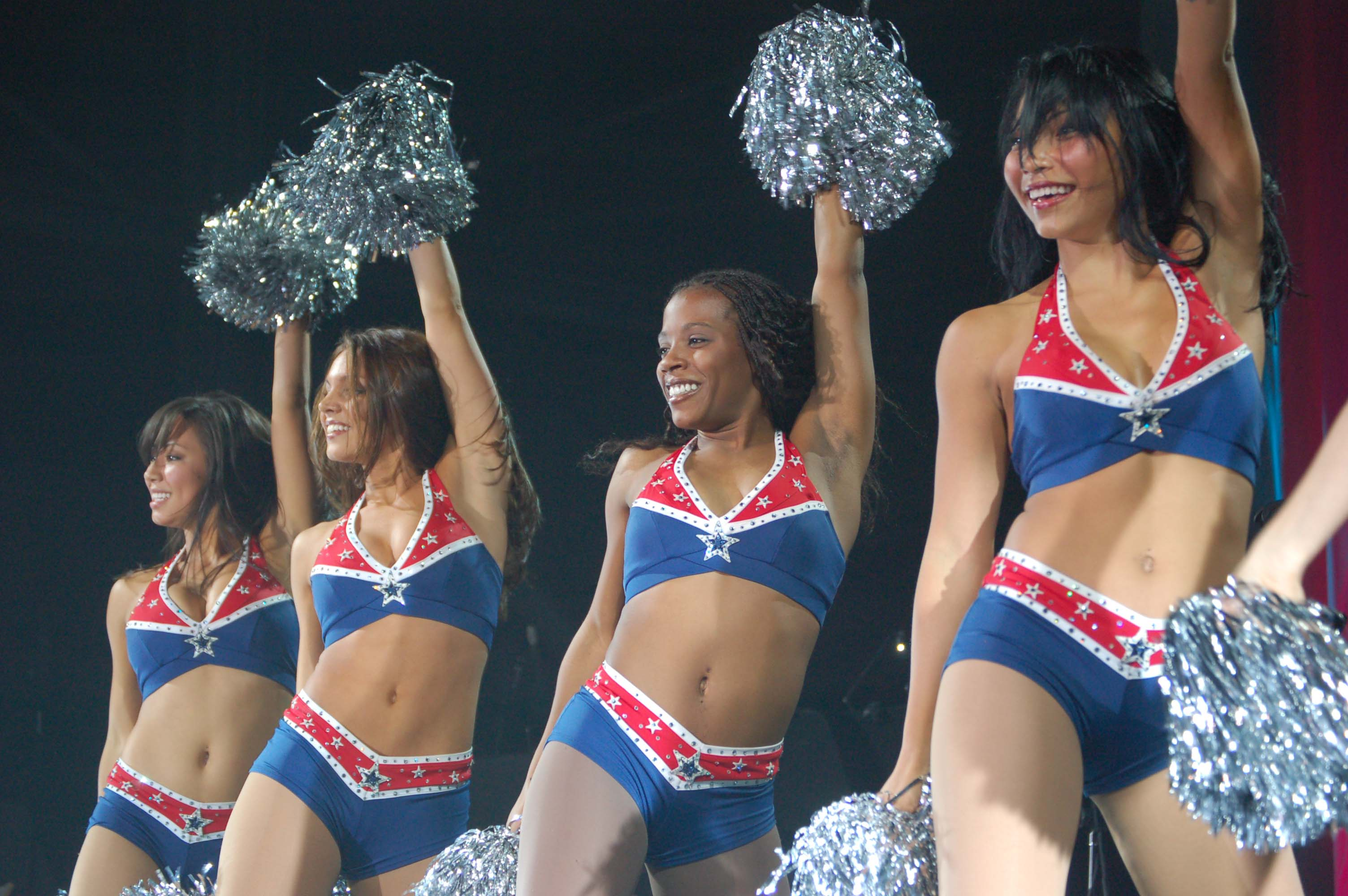
Die Cheerleader der Patriots bei einem Auftritt

### Spielbegleitung
Die 1977 gegründete Cheerleadingabteilung der Patriots hat keinen eigenen Namen, sondern wird nur The Patriots Cheerleaders genannt. Heute treten sie sowohl bei Spielen als auch bei den Wohltätigkeitsveranstaltungen der Patriots auf. 2005 wurde die Cheerleaderin Kristin Gauvin aufgrund ihres Engagements bei den Patriots Miss Massachusetts. Bei den Olympischen Spielen 2008 in Peking, China trainierten die Tänzerinnen der New England Patriots die dort ansässigen Cheerleader.
Bei jedem Heimspiel stehen in jeder Endzone etwa 10 als Minutemen verkleidete Personen, die nach jedem Punktgewinn Musketenschüsse abgeben, bei einem Extrapunkt unter Begleitung einiger Takte der Ouvertüre 1812. Diese ehrenamtliche Gruppe nennt sich End Zone Militia und dient für Fans als beliebtes Fotomotiv. Ihre Performance ist nicht unumstritten, da sich Patriots-Kicker Adam Vinatieri 2003 über den Rauch der abgefeuerten Waffen beschwerte, der dazu beitrug, dass er einen Extrapunkt verschoss. Zudem schoss die Militia eine Zeitlang eine Salve bei jedem Kickoff ab, bis so viele gegnerische Kick Returner gegen den Knall der Musketen protestierten, dass die NFL diese Kickoff-Begleitung verbot. Dennoch bezeichnete ESPN 2007 die Schüsse der End Zone Militia als die beste Touchdown-Feier der NFL.

### Fans
Neben momentan über 300 offiziellen und eingetragenen Fanclubs gibt es auch etliche inoffizielle. Auch in Deutschland sind einige Clubs ansässig. Jährlich gegen Ende der Saison wird eine nach dem ersten Preisträger „Joseph R. Mastrangelo Memorial Trophy“ genannte Auszeichnung für den besten Fan verliehen, für die Ehrung 2008 gingen 600 Bewerbungen und Nominierungen ein. Die Patriots verfügen über eine Anzahl prominenter Fans, u. a. Supermodel Gisele Bündchen, ehemalige Ehefrau des früheren Patriots-Quarterback Tom Brady, die Schauspieler Chris Evans, Ben Affleck, Matt Damon und Mark Wahlberg, in deren Filmen bzw. Serien Brady diverse Cameo-Auftritte absolvierte (Ted 2 sowie Entourage), die aus Massachusetts stammende Moderatorin Maria Menounos, sowie die Musiker Steven Tyler, der in einem New-England-Spiel in Patriots-Schal die US-Nationalhymne sang, und Elton John, der privat mit Patriots-Besitzer Robert K. Kraft befreundet ist und in einem New-England-Spiel 2009 zum Patriots-Ehrenkapitän ernannt wurde.

### Öffentlichkeitsarbeit
Die Patriots betreiben auch eine Wohltätigkeitsstiftung, die sich vor allem um notleidende Kinder in New England kümmert. Ein gewisser Prozentsatz der Ticketeinnahmen und die Einnahmen aus von der Stiftung ausgetragenen Golfturnieren und Galas fließen in das Budget. Außerdem finden in unregelmäßigen Abständen Online-Auktionen statt, in denen alte Trikots, signierte Bälle und anderes versteigert werden. Von 2001 bis 2008 fand jedes Jahr im Juni ein von dem Spieler Larry Izzo veranstaltetes Karaoke statt. Das sogenannte „Larryoke“ war den Soldaten der US Army gewidmet.
Die Patriots unterstützen unter anderem Morgan Memorial Goodwill Industries und die Heilsarmee, die dafür sorgen, dass hunderte Kinder und Familien täglich etwas zu essen bekommen. Zusätzlich verschenken die Patriots noch einige Karten für ihre Spiele, damit auch Kindern aus sozial schwachen Familien der Besuch eines Spiels ermöglicht wird.

### Radio- und Fernsehübertragungen
Seit 2007 gibt es den Radiosender WBCN 104.1FM, der zu CBS Radio gehört. Der größere Sender der Patriots, der insgesamt sieben Staaten mit 35 Stationen abdeckt, heißt Patriots Rock Radio Network. Der Sender ABC, ein Partner von WBCN, überträgt jedes Spiel der Hauptsaison, das nicht landesweit ausgestrahlt wird. Bei ABC arbeiten meist Don Criqui als Moderator und Randy Cross als dessen Assistent.

## Bilanz und Rekorde
New England Patriots/Zahlen und Fakten stellt wichtige Individualrekorde bei den Patriots und die Saisonbilanzen seit 1960 dar.

## Ehemalige und aktuelle Logos

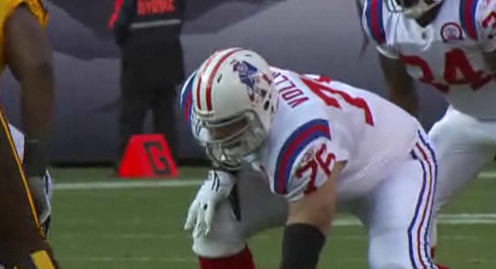
Sebastian Vollmer 2009 im regulär bis 1992 benutzten klassischen weißen Dress der Patriots, mit „Pat Patriot“ auf dem Helm

Das originale Logo der Patriots stellt einen Dreispitz-Hut dar, der jedoch schon in der ersten Saison gegen die Darstellung eines Minuteman beim Snap ersetzt wurde. Dieses Emblem wurde von Phil Bissell gestaltet. Die Figur des Logos blieb zunächst namenlos, bis der damalige Besitzer Billy Sullivan den Minuteman „Pat Patriot“ betitelte. So wurde der Name von 1961 an benutzt. Die ersten Uniformen der Patriots waren ganz in den Farben der Flagge der Vereinigten Staaten – rot-weiße Trikots mit blauen Streifen auf den Ärmeln, weiße Hosen und Helme, auf denen wie bei den meisten Teams damals, das Logo auf beiden Seiten angebracht war.
1978 erweiterten die Patriots ihr Uniformdesign durch die Einführung von roten Hosen und weiß-blauen Trikots. Diese Uniform wurde für Heimspiele verwendet. Die neue Farbe der Hosen wurde jedoch in den Saisons 1982 und 1983 wieder zurückgenommen. Im Jahr 1984 wurden dann rote Trikots und weiße Hosen eingeführt, jedoch wurden ein Jahr später bei den Heimspielen wieder die weißen Trikots verwendet. Beim 20. Super Bowl benutzten die Patriots wieder die roten Trikots, die dann auch in den weiteren Saisons verwendet wurden.
Die nächsten Änderungen fanden dann 1993 statt, weil der Besitzer des Teams, James Orthwein, und die Besitzer der NFL das Logo – „Pat the Patriot“ – als zu überladen beurteilten und es somit zu teuer in der Vervielfältigung sei. Deshalb wurde es ersetzt durch die Silhouette eines Patrioten, der einen rot-weiß-blauen Dreispitz trägt. Diese Figur wurde von den Fans in Anlehnung an Elvis Presley „Flying Elvis“ genannt. Die Farbe der Trikots wechselte von rot zu einem dunklen „Patriot“-blau bei roter Darstellung der Spielernummern. Die Farbe der Helme und Hosen wechselte von weiß zu silber.
2000 führten die Patriots dunklere Trikots ein. Außerdem wurden blaue Hosen jetzt auch mit den weißen Trikots verwendet. Hinzu kamen 2003 die alternativen silbernen Trikots, die nur ab und zu zusammen mit den blauen Hosen verwendet werden. Laut der patriotseigenen Zeitschrift gab es Anfang April 2008 Überlegungen die alternativen silbernen Trikots im Rahmen des 50-jährigen Jubiläums der American Football League durch die früheren, roten Trikots zu ersetzen. Zur Saison 2009 entschied die Liga, alle ehemaligen AFL-Mannschaften zu Begegnungen ebendieser mit ihren ehemaligen Uniformen auflaufen zu lassen. Dadurch traten die Patriots in mehreren Spielen sowohl in den frühen roten, als auch in den noch älteren weißen Trikots an.

Logos, Helme und Uniformen der Patriots
Dreispitz-Hut, Logo der Patriots 1960
Helm der Patriots von 1994 bis 1999 mit dem Flying Elvis in Königsblau
Helm der Patriots seit 2000
Schriftzug von 1960 bis 1992
Alternativer Schriftzug von 1993 bis 1999
Schriftzug der Patriots seit 2000
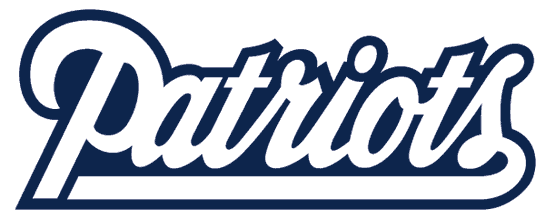
Alternativer Schriftzug seit 2000
„Flying Elvis“ in Königsblau, Logo der Patriots von 1993 bis 1999